# Karl Ludwig Gervien
Karl Ludwig Gervien (* 13. Mai 1799 in Landsberg; † 24. April 1858 in Münster) war ein preußischer Generalmajor. 

## Leben

### Herkunft und Familie
Karl Ludwig war ein Sohn des gleichnamigen Revisors beim Akziseamt in Landsberg und der Anna Dorothea, geborene von Reinbrecht. Er vermählte sich 1828 in Berlin mit Marie Anna Dorothea von Leithold (1805–1893). Aus der Ehe sind zwei Töchter hervorgegangen.

### Werdegang
Gervien begann seine Laufbahn als Ulan im Garde-Ulanen-Regiment der preußischen Armee. Er avancierte 1816 zum Portepeefähnrich und 1818 zum Sekondeleutnant im 22. Infanterie-Regiment. In den Jahren 1820 bis 1823 war er zur Ausbildung an die Allgemeine Kriegsschule kommandiert und von 1823 bis 1826 Lehrer an der Divisionsschule der 12. Division, sowie ab 1826 Lehrer an der Kadettenanstalt Berlin. Hier stieg er 1829 zum Premierleutnant auf und wurde 1833 von seinem Kommando beim Kadettenkorps entbunden. Seine Beförderung zum Kapitän und Kompaniechef im 22. Infanterie-Regiment erfolgte 1835, die zum Major 1845. Noch im selben Jahr wurde er zum Großen Generalstab kommandiert und avancierte dort 1849 zum Abteilungsvorstand. Im Jahr 1850 wurde er auch Mitglied der Studiendirektion der Allgemeinen Kriegsschule, stieg 1851 zum Oberstleutnant und 1852 zum Oberst auf. 
An Auszeichnungen hat Gervien 1853 den Orden der Eisernen Krone II. Klasse und 1856 den Orden des Heiligen Wladimir III. Klasse erhalten.
Er wurde ebenfalls 1856 zur Vertretung des beurlaubten Kommandeurs der 14. Infanterie-Brigade nach Magdeburg kommandiert, übernahm jedoch noch im selben Jahr die Kommandeursstelle der 26. Infanterie-Brigade. Im Jahr 1857 wurde er à la suite des Generalstabes gestellt und schließlich zum Generalmajor befördert. 